# RV Близнецов
RV Близнецов (лат. RV Geminorum) — одиночная переменная звезда в созвездии Близнецов на расстоянии (вычисленном из значения параллакса) приблизительно 43720 световых лет (около 13405 парсеков) от Солнца. Видимая звёздная величина звезды — от менее +16m до +11,2m.

## Характеристики
RV Близнецов — красная пульсирующая переменная звезда, мирида (M). Эффективная температура — около 3322 K.